# Самонов, Анатолий Васильевич
Анато́лий Васи́льевич Само́нов (17 мая 1931, Пятигорск — 18 марта 2013, Москва) — советский и российский композитор, пианист, музыкально-общественный деятель, Заслуженный деятель искусств РФ, профессор, член Союза композиторов России.

## Биография
Анатолий Самонов родился 17 мая 1931 года в Пятигорске Ставропольского края в России.

### Образование
Профессиональное музыкальное образование получил в Московской консерватории: по классу фортепиано профессора, доктора искусствоведения В. В. Нечаева (окончил в 1955 году) и по композиции М. И. Чулаки (1959—1964 годы).

### Педагогическая деятельность
Преподавал на межфакультетской кафедре фортепиано Московской консерватории с 1959 г., а с 1974 — доцент. Здесь он воспитал множество отечественных и зарубежных музыкантов, которые работают как в России, так и в других странах мира.

### Концертная деятельность
А. В. Самонов вёл довольно плодотворную концертную деятельность. Он выступал как с собственными произведениями, так и пропагандировал музыку своих консерваторских преподавателей — В. В. Нечаева, М. И. Чулаки и других композиторов.
Его деятельность как пианиста носила ярко выраженный просветительский характер. Самонов А. В. являлся организатором и участником ряда кафедральных концертов: «Музыка XX века», «Из пушкинского времени», «Памятные даты» и других.

## Произведения (сочинения)
Анатолий Васильевич известен как автор инструментальных, вокальных и хоровых сочинений, а также свободных обработок и переложений (аранжировок).Одной из характерных особенностей его творчества является своеобразный синтез различных элементов русского фольклора и современной композиторской техники.

### Инструментальные произведения
- Квартет для деревянных духовых;
- Квинтет для медных духовых;
- 20 русских песен для виолончели и фортепиано;
- Соната и Вариации для флейты и фортепиано;
- произведения для фагота, валторны, трубы, тромбона, тубы и др.

### Вокально-инструментальные сочинения
- оратория «Горят огни» (на слова советских поэтов, 1974);
- «Письма Шуберта» (камерная музыка для струнных, фортепиано и чтеца)
- вокальный цикл «Из пушкинского времени» (на стихи Пушкина, Баратынского, Батюшкова, Дельвига, Кюхельбекера, Рылеева, Языкова и др.

### Фортепианные произведения
- множество миниатюр (в том числе ансамблевые пьесы в четыре руки и для двух фортепиано;
- 5 вариационных циклов;
- 9 сонатин;
- Соната;
- Партита Партита (недоступная ссылка);
- Концерт для фортепиано с оркестром.

### Хоровые сочинения
- «Ставрополье мое» (слова народные, 1963)
- Детские хоровые произведения;
- Девять женских хоров с сопровождением фортепиано «Картины русской природы» (стихи русских и советских поэтов, 1984);
- хоры a capella на стихи А.Пушкина (9 хоров, 1981)и др.

### Научные труды. Издания. Публикации
Основное направление научно-методической деятельности Анатолия Самонова связано с вопросами фортепианного образования, сочинением педагогически направленного фортепианного репертуара, музыкально-редакторской работой. Он выступал как соавтор, а в ряде случаев и как ответственный редактор Всесоюзных Программ для музыкальных вузов, нотных Хрестоматий педагогического репертуара по курсу фортепиано. Составил и отредактировал многочисленные фортепианные сборники, обработки народных мелодий, транскрипций и переложений (2-х и 4-х ручное изложение) музыки В. А. Моцарта, С. Прокофьева, Т. Хренникова, Р. Глиэра, В. Шебалина, А. Хачатуряна, Г. Свиридова и многих других композиторов, которые были изданы издательствами «Музыка» и «Советский композитор».